# Tonatiuh Bravo Padilla
Tonatiuh Bravo Padilla (Guadalajara, Jalisco, México; 7 de febrero de 1960) es un economista y político mexicano. Fue rector general de la Universidad de Guadalajara desde el primero de abril del 2013 hasta el 16 de marzo del 2018 y rector del Centro Universitario de Ciencias Económico-Administrativas (CUCEA). Además, fue diputado federal de las LVI y LX Legislaturas del Congreso de la Unión, postulado como candidato ciudadano por el Partido de la Revolución Democrática.[cita requerida]

## Formación académica
De 1974 a 1977, realizó sus estudios de bachillerato en la Escuela Preparatoria número 2 de la Universidad de Guadalajara. De 1977 a 1982, hizo sus estudios profesionales en la Facultad de Economía de la Universidad de Guadalajara, y en 1996 obtuvo el título de licenciado en economía.
Como dirigente estudiantil, de 1980 a 1981 fue presidente de la Sociedad de Alumnos de la Facultad de Economía e integró el Consejo de la Facultad, y de 1985 a 1988 fue presidente de la Federación de Estudiantes de Guadalajara.[cita requerida]
De 1991 a 1992, cursó la maestría en gestión pública en la Universidad de Nuevo México, Estados Unidos, y obtuvo el grado correspondiente en el 2012. Además, cuenta con la maestría en sociedad de la información y el conocimiento por la Universidad Abierta de Cataluña, España (2014).[cita requerida]

## Trayectoria en la Universidad de Guadalajara
Se ha desempeñado como profesor en el Centro Vocacional de Actividades para el Desarrollo de la Comunidad, en la Escuela Preparatoria número 2 y en el Centro Vocacional de Actividades Humanísticas y Pedagógicas. También ha impartido clases en el Instituto Tecnológico y de Estudios Superiores de Occidente (ITESO) y en el Instituto Tecnológico y de Estudios Superiores de Monterrey (ITESM).[cita requerida]
Es profesor titular en el Centro Universitario de Ciencias Económico Administrativas de la Universidad de Guadalajara y se desempeña como docente en las maestrías en políticas públicas y gestión y políticas de la educación superior, ambos programas dentro del Programa Nacional de Posgrados de Calidad del Consejo Nacional de Ciencia y Tecnología.[cita requerida]
Ha participado como autor o coautor en múltiples publicaciones, entre las que destacan: “Compromiso social por la calidad de la educación”; “20 puntos para la reforma del Estado”; “El proyecto de Arcediano y el abastecimiento de agua potable en la Zona Conurbada de Guadalajara”; “Buenas, malas o raras. Las leyes mexicanas de fiscalización superior (2000–2009)”, coordinado por Aimée Figueroa; “Cuenta pública en México. Evaluando el laberinto legal de la fiscalización superior”, coordinado por Aimée Figueroa, y una gran cantidad de artículos de divulgación.
Entre sus líneas de investigación, se encuentra el financiamiento a la educación superior en México, la fiscalización y el ámbito de las políticas públicas. Además, ha dirigido más de 20 tesis de licenciatura y maestría.[cita requerida]
En la Universidad de Guadalajara, se ha desempeñado como director de la Oficina de Relaciones Públicas (1989), director general de Enseñanza Media Superior (1989–1991), titular de la Coordinación General de Extensión Universitaria (1992), coordinador ejecutivo del Centro Universitario de Ciencias Económico Administrativas (CUCEA; 1993–1994), rector del CUCEA (1998 – 2003), vicerrector ejecutivo (2003–2006) y nuevamente rector del CUCEA (2010–2013).[cita requerida]

## Rectoría General de la Universidad de Guadalajara
El 31 de enero de 2013, con 106 votos de los 182 consejeros presentes en la sesión extraordinaria en el Paraninfo Enrique Díaz de León, fue elegido por el Consejo General Universitario (CGU) para fungir como rector general de la Universidad de Guadalajara durante el periodo comprendido entre el 1 de abril del 2013 y el 31 de marzo del 2018.[cita requerida]
Presentó las líneas estratégicas en su Plan General de Trabajo.
En el 2014, al inicio de su administración, la universidad actualizó su Plan de Desarrollo Institucional (2014-2030). Además, se iniciaron gestiones para la creación de un nuevo Centro Universitario, ubicado en Zapotlanejo, Jalisco, y la Universidad de Guadalajara recibió del Congreso del Estado de Jalisco la distinción de Benemérita.[cita requerida]

## Trayectoria política
En la Federación de Estudiantes de Guadalajara, fue profesor del Instituto de Capacitación Política de 1977 a 1979, durante la presidencia de Raúl Padilla López; de 1979 a 1981, durante la presidencia de Horacio García Pérez, fue director del Instituto de Capacitación Política; de 1981 a 1983, durante la presidencia de Gilberto Parra Rodríguez, fue secretario de Prensa y Difusión; de 1983 a 1986, durante la presidencia de José Trinidad Padilla López, fue secretario de Actas y Acuerdos, y en el periodo de 1986 a 1989 fue presidente de la organización estudiantil.[cita requerida]
Fue diputado federal en la LVI Legislatura (1994-1997). En 1997, contendió como candidato ciudadano bajo las siglas del Partido de la Revolución Democrática (PRD) por la presidencia municipal de Guadalajara, aunque la victoria correspondió al candidato del PAN, Francisco Javier Ramírez Acuña. En 1998, fungió como regidor en el Ayuntamiento Municipal de Guadalajara. Del 2006 al 2009, fue diputado federal por segunda ocasión, en la LX Legislatura (2006-2009), periodo durante el cual presidió la Comisión de Educación Pública y Servicios Educativos, y en el tercer año fungió como vicepresidente de la Comisión Permanente.[cita requerida]